# 二級鉄十字章

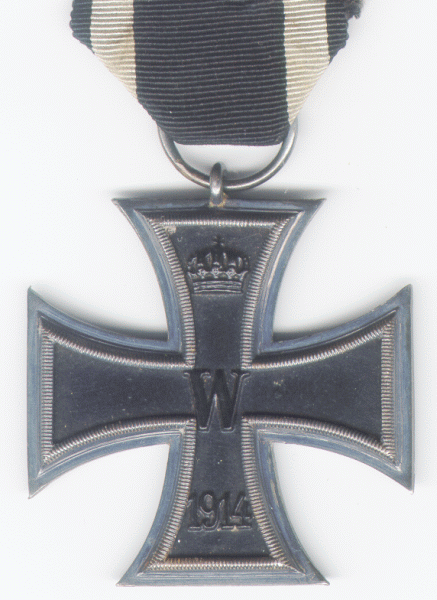
二級鉄十字章1914年章

二級鉄十字章（Eisernen Kreuzes II. (zweiter) Klasse）はプロイセン及びドイツで制定された軍事功労章である鉄十字章の最下級の勲章である。
鉄十字章の四度の制定（ナポレオン戦争、普仏戦争、第一次世界大戦、第二次世界大戦）時にはいずれも設けられており、比較的容易に受けることができた。また、戦争に協力した文民へも広く授与されている。ただし、上位の一級鉄十字章を受けるには二級鉄十字章を受章していることが必要であった。

## 歴史

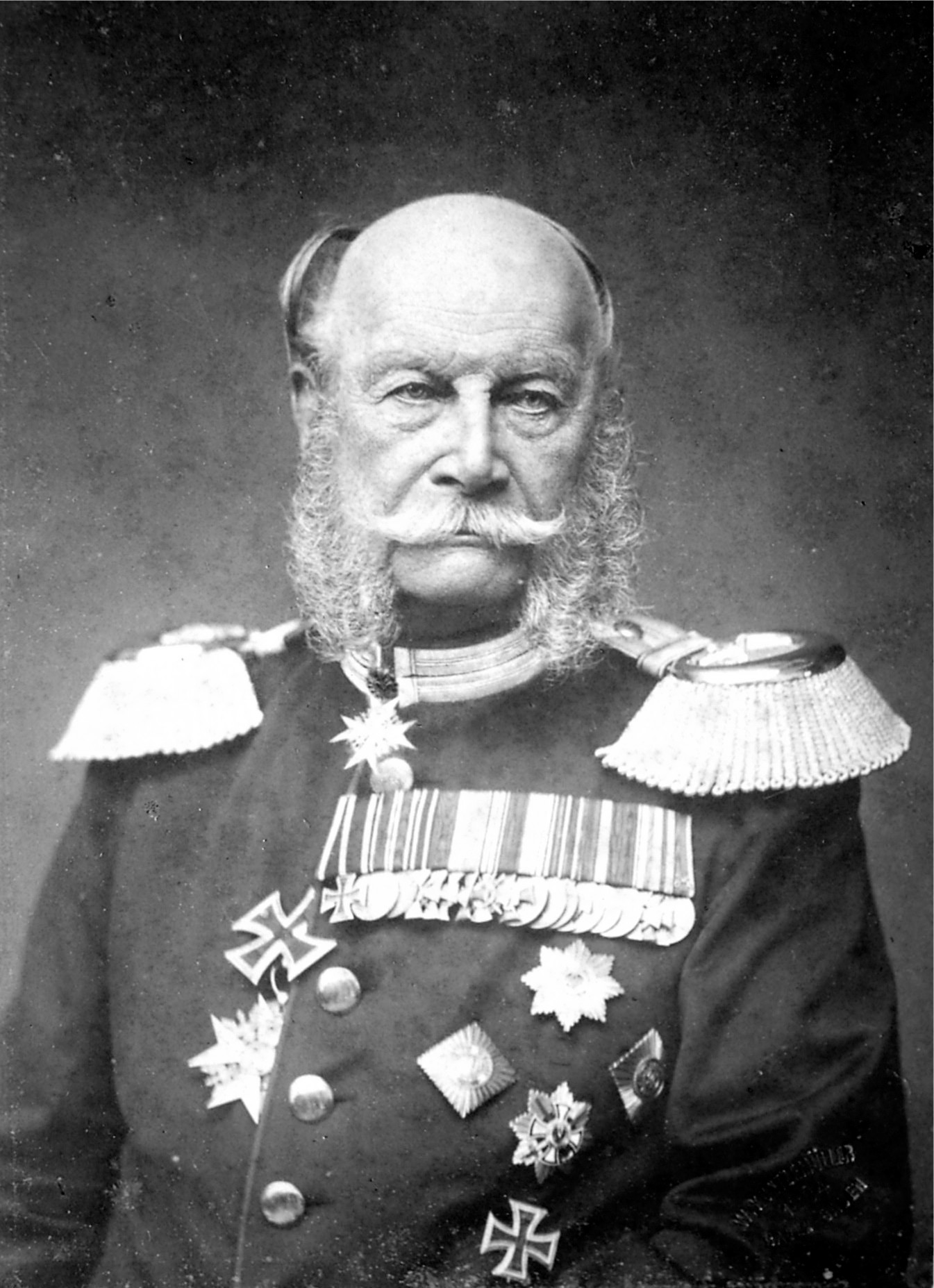
二級鉄十字章1870年章を着用したヴィルヘルム1世 。 メダルバーの最上位の位置に付けている。

1813年のナポレオン戦争の際にプロイセン王国が初めて鉄十字章を制定し、大鉄十字章、一級鉄十字章、第二級鉄十字章が定められた。この戦争では1万6000名の軍人が二級鉄十字章を受章した。
1870年の普仏戦争の際に再度鉄十字章が制定され、ナポレオン戦争と同様に最下級の鉄十字章として二級鉄十字章が定められた。この戦争では4万3000人余りの軍人が受章している。
1914年の第一次世界大戦の際にもプロイセン王国が再度鉄十字章を制定し、ナポレオン戦争や普仏戦争と同様に最下級の鉄十字章として二級鉄十字章が定められた。しかし第一次世界大戦は長期化・泥沼化したため、鉄十字章が大量に授与されることとなり、最下級の二級鉄十字章は特に乱発されて最終的には500万人を超える軍人が受章している。
1939年の第二次世界大戦の際にナチス・ドイツ政府が鉄十字章を再度制定した。1939年章は大鉄十字章、騎士鉄十字章、鉄十字章に分類され、鉄十字章には一級鉄十字章と二級鉄十字章の二等級が設けられた。第一次世界大戦時にすでに第一級鉄十字章や第二級鉄十字章を受章していた者には略章が授与された。
第二次世界大戦の際の二級鉄十字章は第一次世界大戦に比べると乱発が抑えられ、約230万人の軍人が受章したにとどまっている。

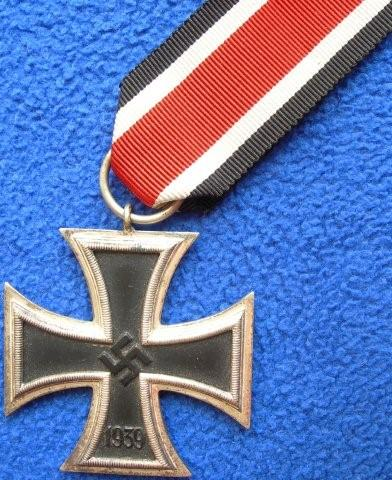
二級鉄十字章1939年章
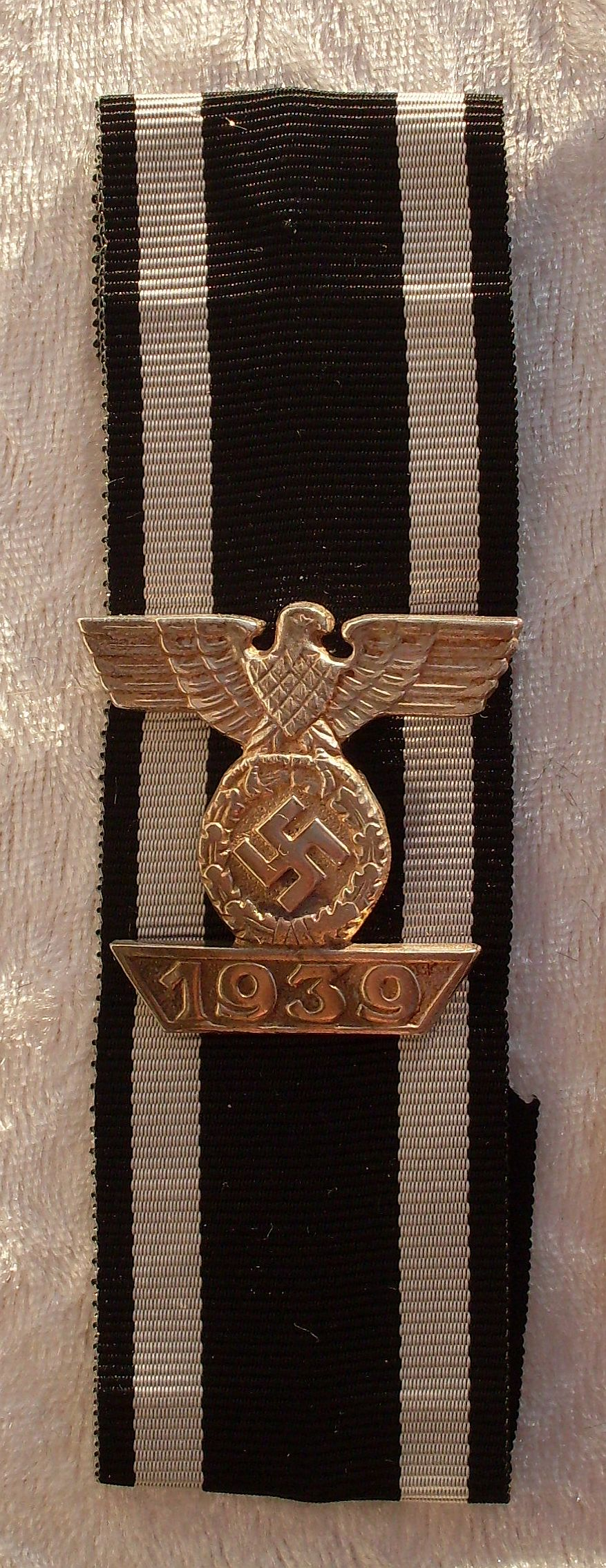
二級鉄十字章1914年章のリボンと1939年略章。
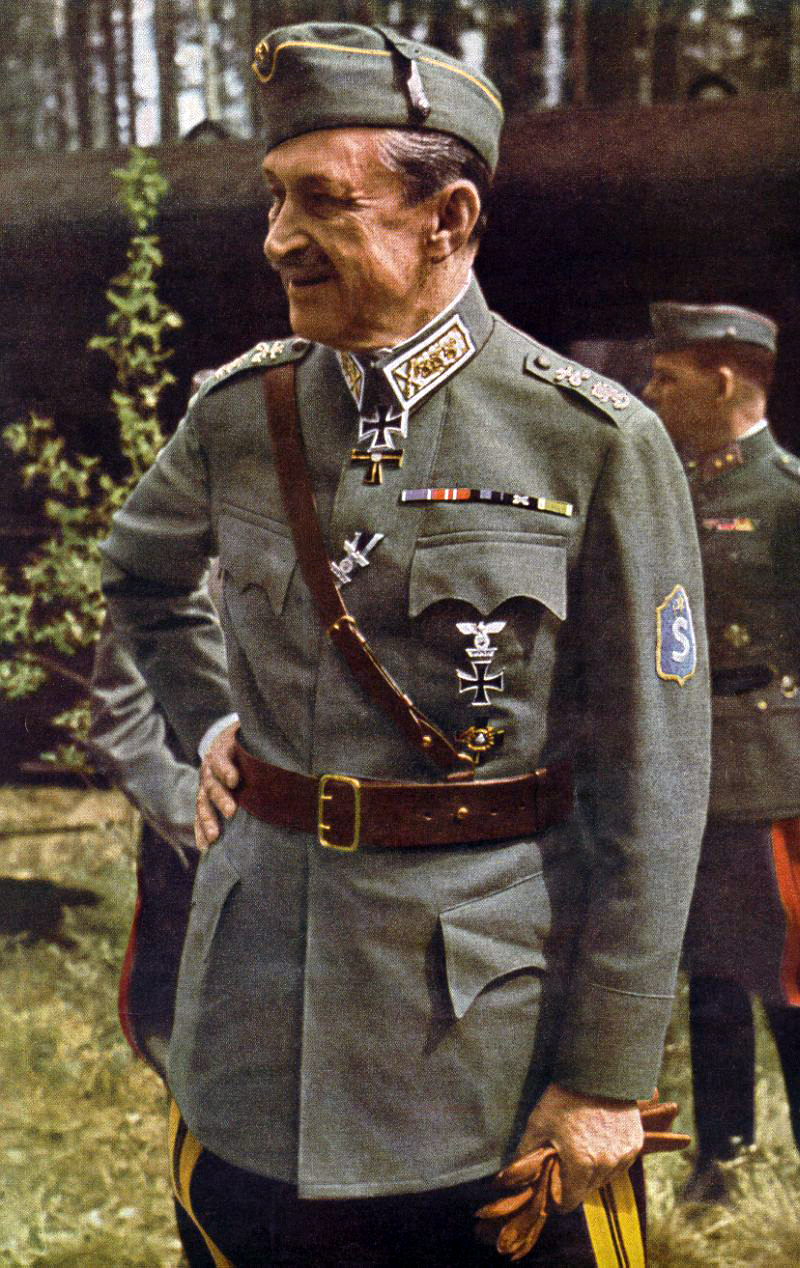
二級鉄十字章1914年章のリボンに1939年略章を装着した例（フィンランドのマンネルヘイム元帥）

## 着用法

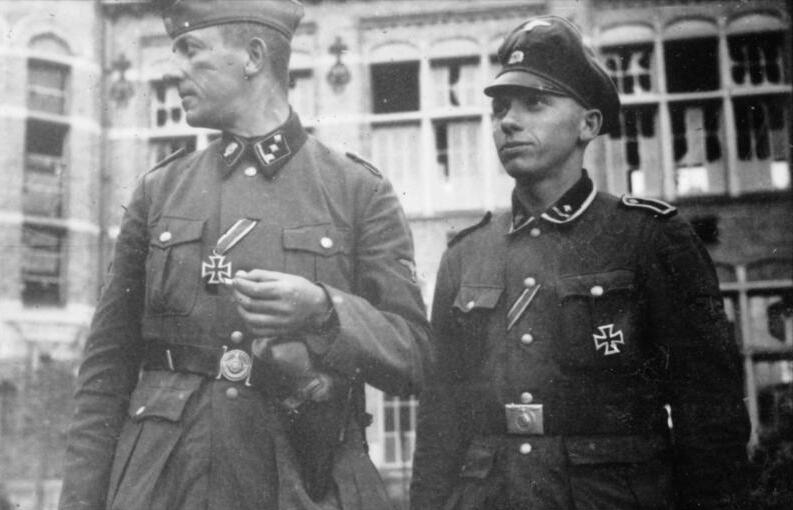
武装親衛隊の士官・下士官による二級鉄十字章の着用例。ボタンホールに正章（左）又はリボンのみ（右、左胸に一級鉄十字章も佩用）。

二級鉄十字章の佩用式はドイツの下級勲章及び記章に多く見られる、ボタンホールに吊すタイプである。そのため、リボンは他国の一般的な下級勲章や記章と比べて細長い。リボンの色はプロイセン王国のものが白と黒の二色であるのに対し、1939年章だけは赤・白・黒の三色であった。また、プロイセンの軍人用と文民用は、白と黒が反転している。
同じ場所に着用する勲章・記章を複数受章している者等はメダルバーに装着するように個人で改造し、左胸のメダルバーに他のメダルと並べて佩用した。プロイセンやナチス時代のドイツに於いて二級鉄十字章は、左胸に着用する勲章・記章の中で序列が最も高い物の一つであり、メダルバーに着用する場合、通常は最上位の位置に着けられた。
略装時には略綬を左胸部に、或は軍服の第二ボタンにリボンだけを佩用した。

軍服への着用
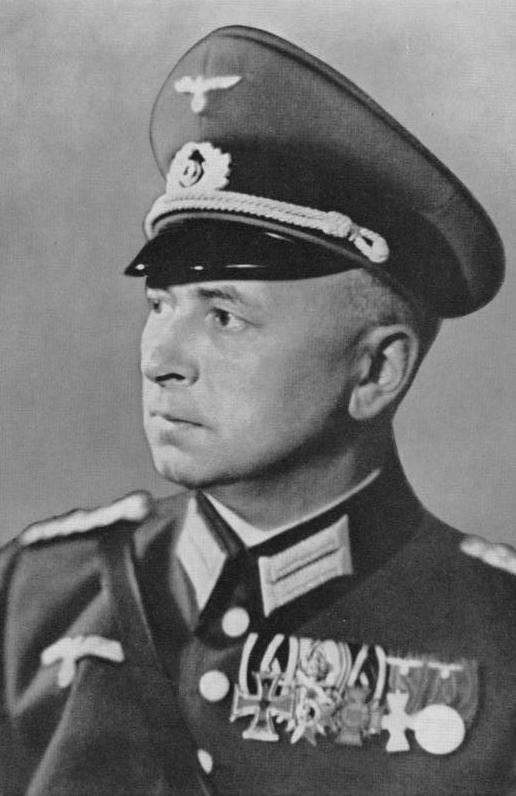
二級鉄十字章のメダルバーでの着用例。上のヴィルヘルム1世とは装着の形が異なる。
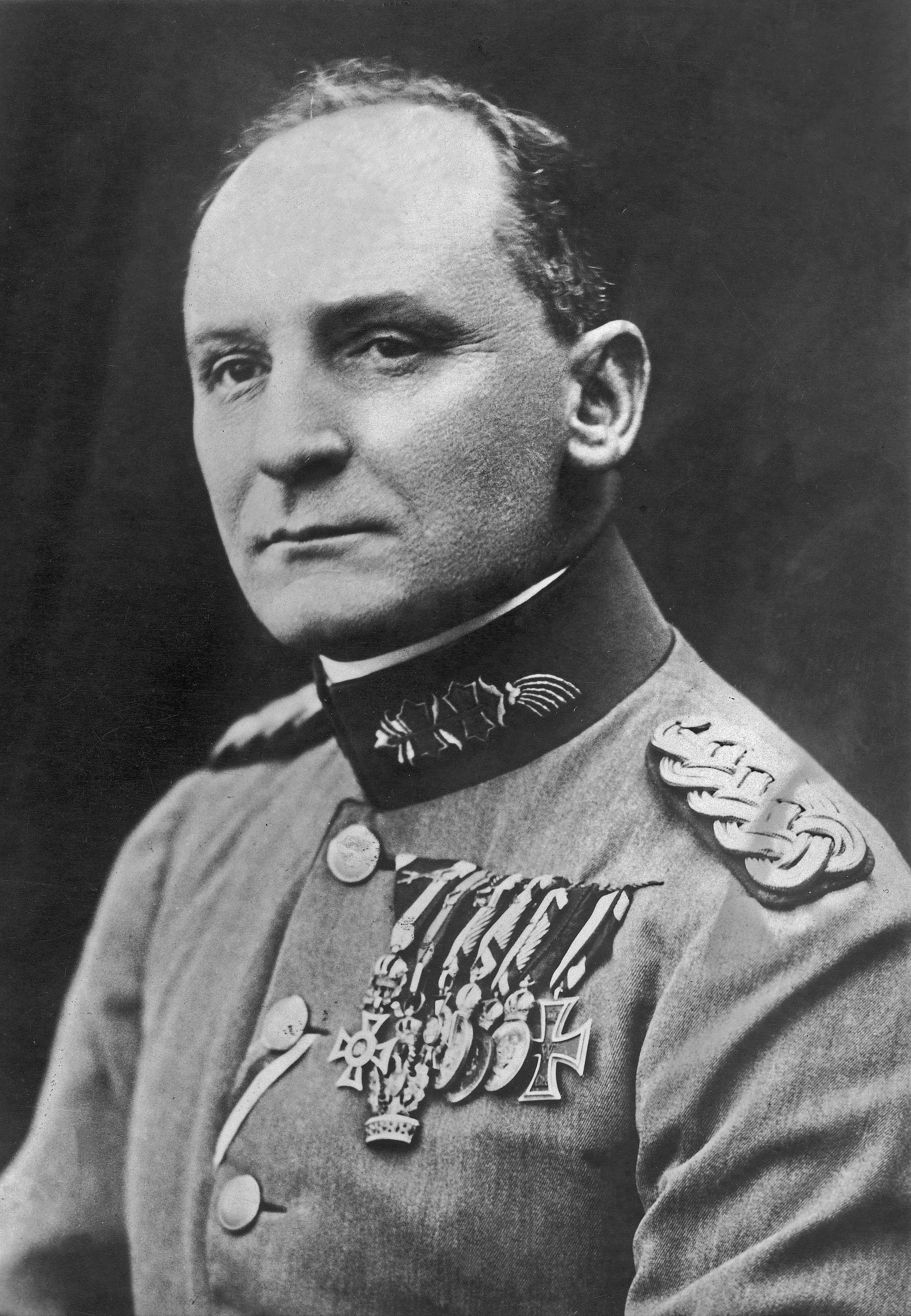
二級鉄十字章をオーストリア式のメダルバーに装着した例。オーストリアの軍人なので、外国勲章である二級鉄十字章は最下位に置かれている。
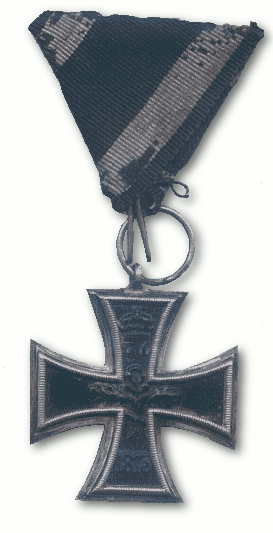
リボンをオーストリア式に改造した二級鉄十字章1914年章。
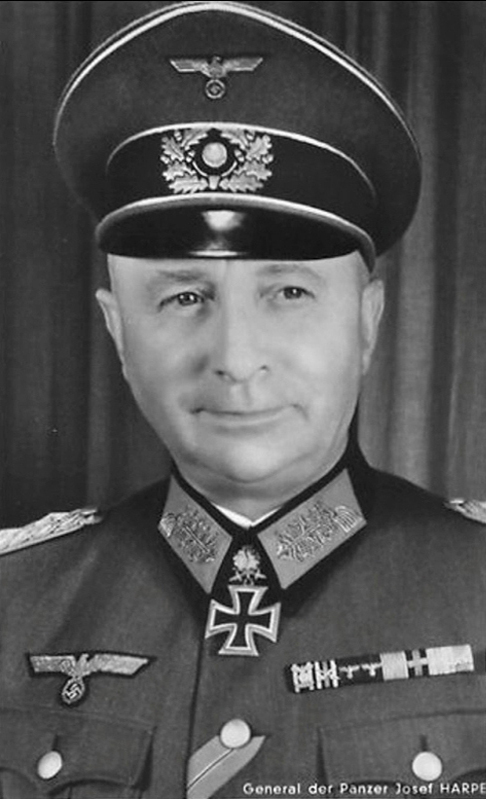
二級鉄十字章1914年章の略綬を他の略綬と連結し、その上に1939年略章を装着した例（ヨーゼフ・ハルペ）。

軍服以外への着用
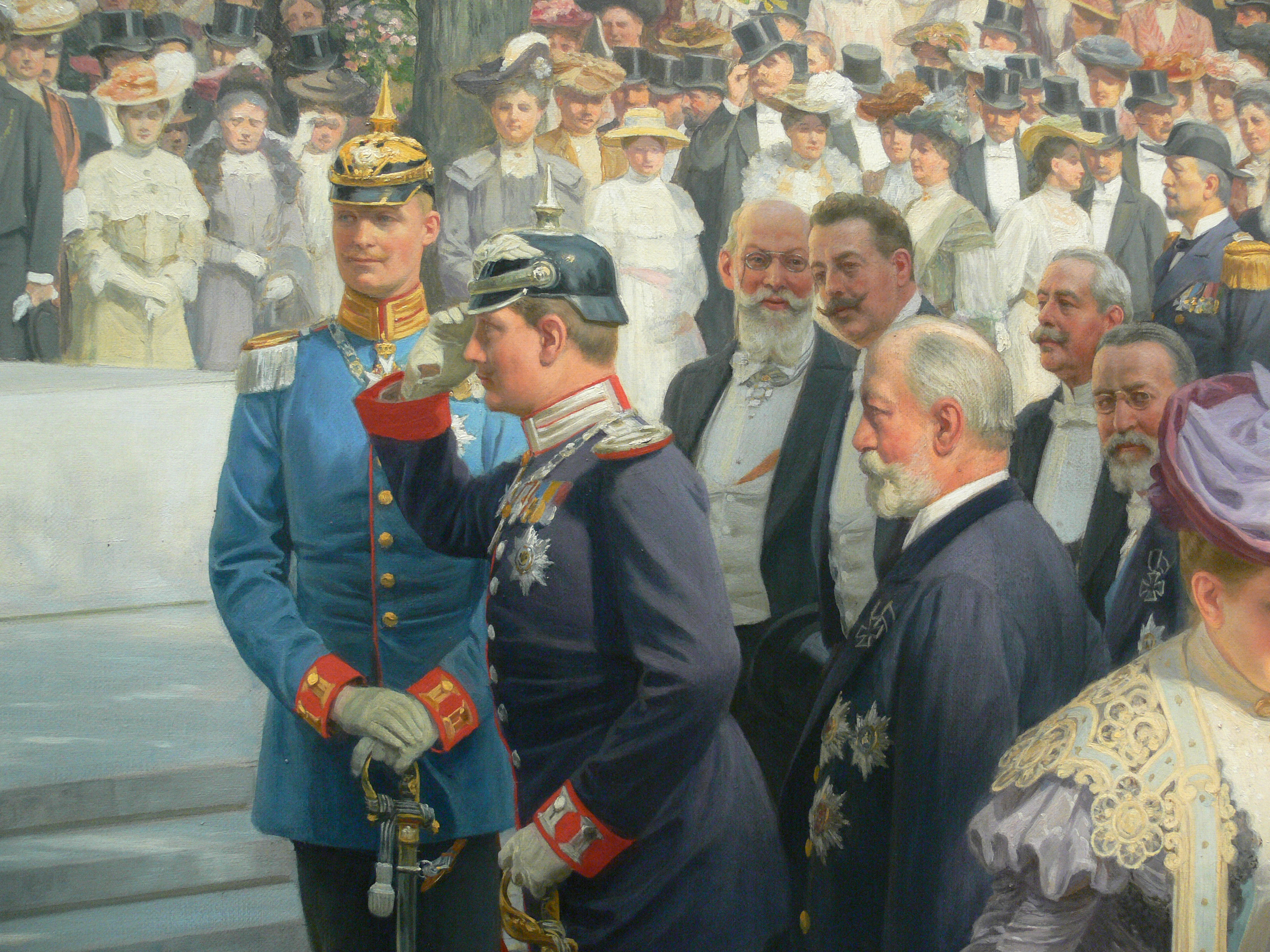
20世紀初頭の式典風景。手前右に二人、文官用正装の下襟フラワーホールに軍人用二級鉄十字章を着けた人物が見られる。
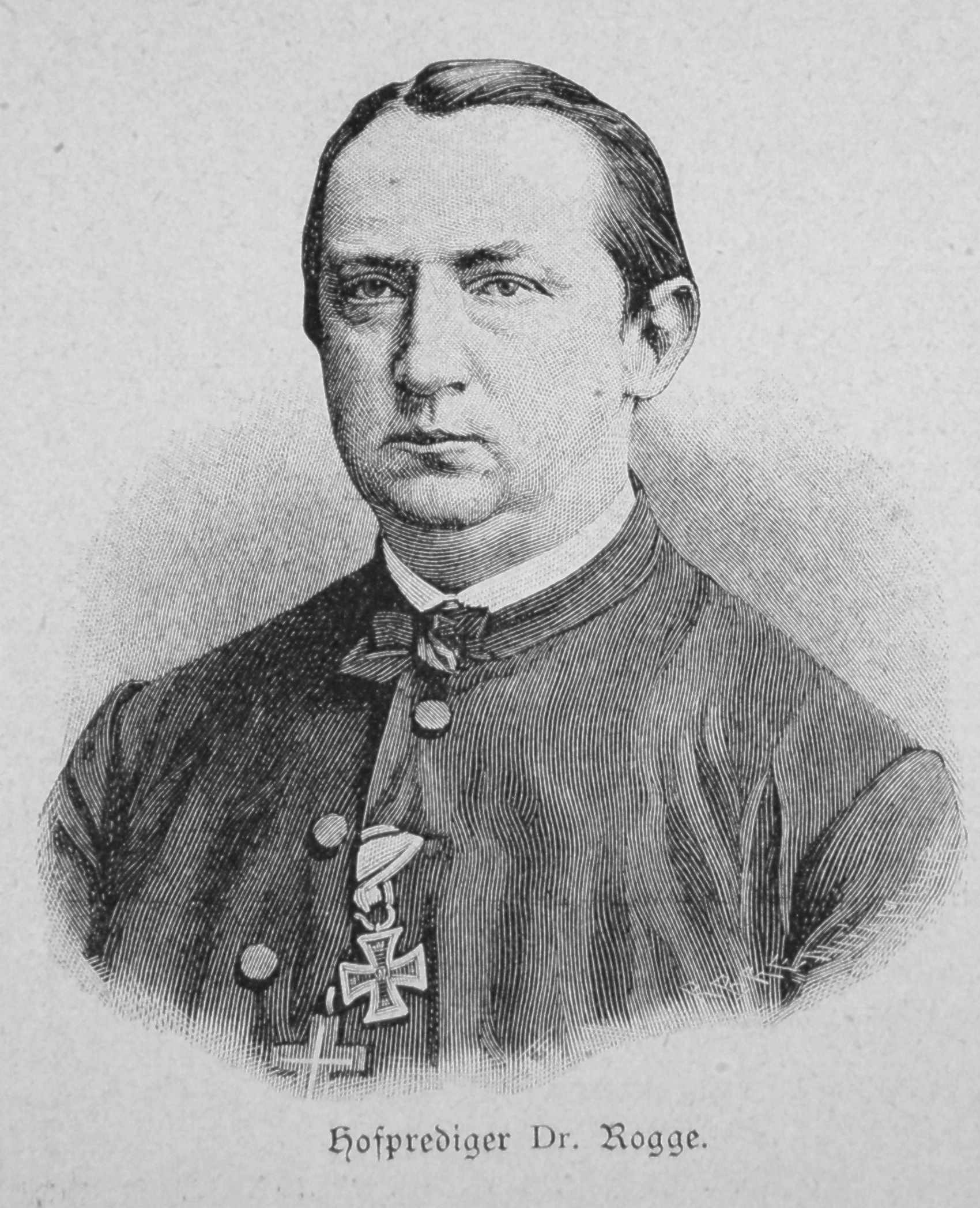
普仏戦争に従軍した牧師。文民用二級鉄十字章を着けている。
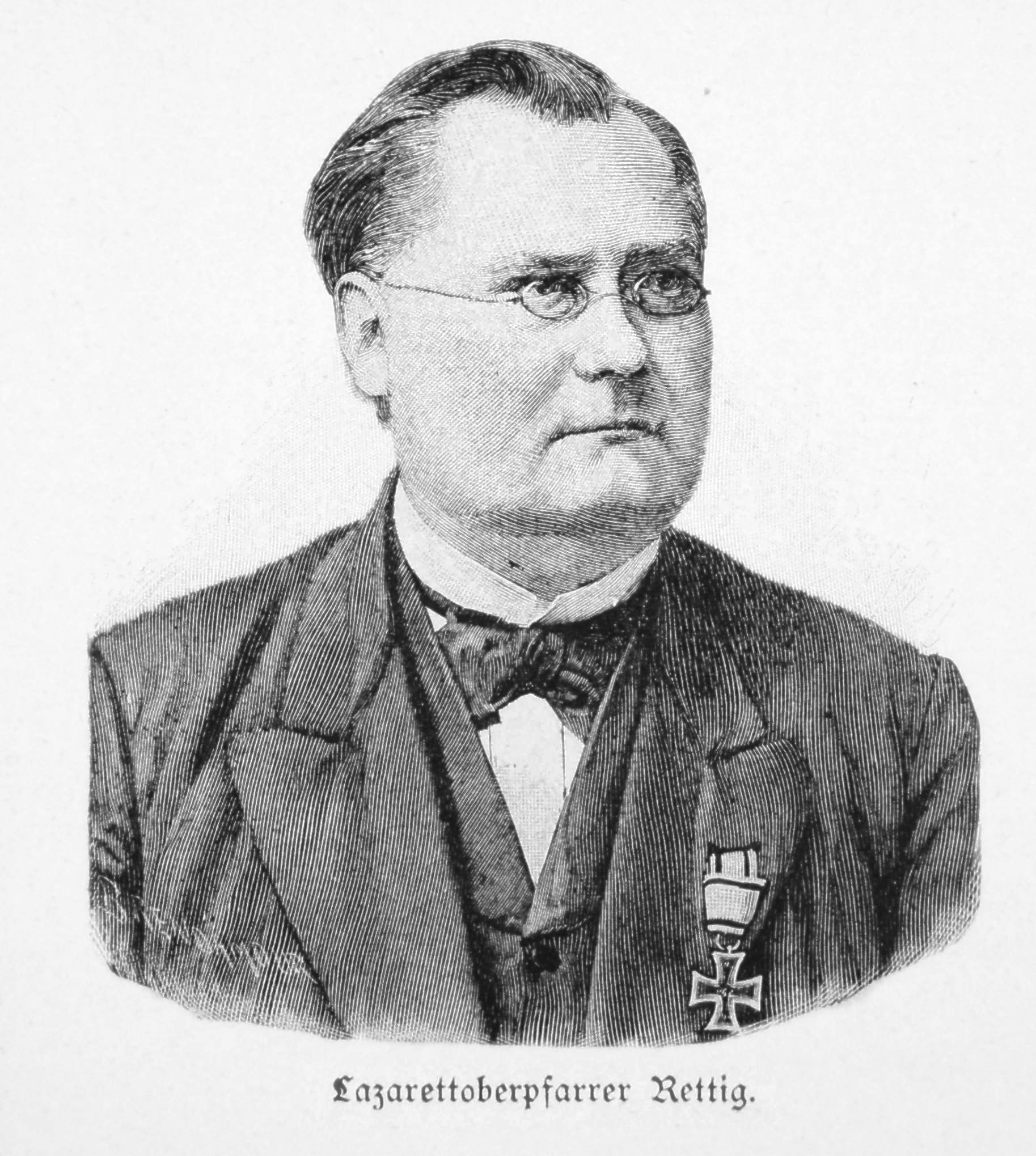
同じく普仏戦争に従軍した牧師。背広のフラワーホールに着けた例。
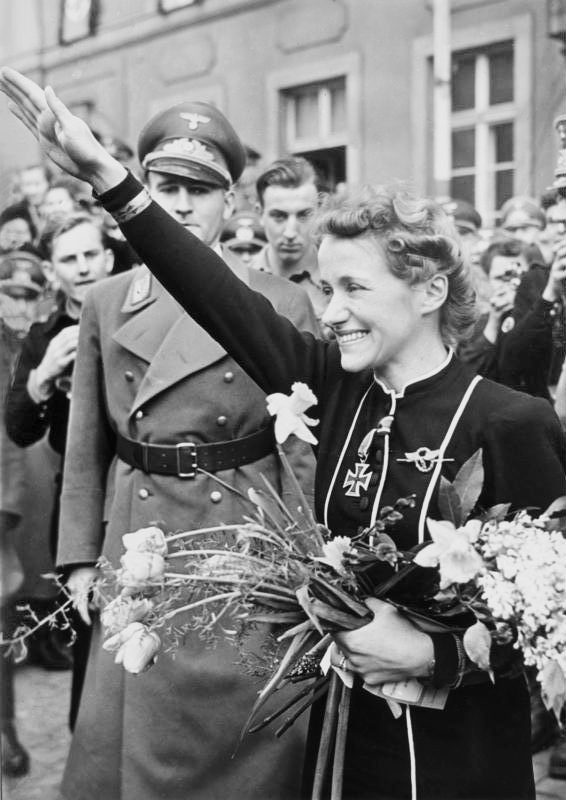
第二次世界大戦中の女性受章者（ハンナ・ライチュ）。

## 参考資料
- 小川賢治 『勲章の社会学』 晃洋書房、2009年3月。ISBN 978-4-7710-2039-9。